# 宮古島ロランA送信所
宮古島ロランA送信所（みやこじまロランAそうしんじょ、英語: Miyako Jima LORAN-A Transmitting Station）は、沖縄県宮古島城辺町（現在の宮古島市城辺保良）にあったアメリカ沿岸警備隊のLORAN通信施設。1972年に日本の運輸省に移管され、海上保安庁がロラン局、その後GPS局として運営。現在は海上保安庁の屋内射撃訓練場として建て替えられた。

## 概要
太平洋戦争でのロラン基地局チェーンはアメリカ軍の日本軍攻略におおいに活躍し、また日本の占領後は軍事的理由から、沖縄および日本各地にロラン局を設置した。沖縄においては伊計島ロラン（1945年開設）、慶佐次通信所（1963年開設）、宮古島ロラン（1953年開設）がある。
- 名称:宮古ロランA送信所 (Miyako Jima LORAN-A Transmitting Station)
- 管理:アメリカ沿岸警備隊
- 面積:49,000㎡
- 1972年、沖縄返還協定了解覚書C表により運輸省に移管される。宮古島におけるアメリカ軍基地3施設の返還面積の合計は42haとなる[2]。

| AC6286  | 宮古島ヴォルタック施設 | 1973年、運輸省に移管 通信施設                     |
| FAC6287 | 宮古島航空通信施設     | 1973年、航空自衛隊に移管 那覇基地宮古島分屯地     |
| FAC6287 | 宮古島航空通信施設     | NDB施設は運輸省に移管                             |
| C-23    | 宮古島ロランA送信所    | 1972年、海上保安庁に移管 2018年、屋内射撃場となる |

## 歴史

### アメリカ沿岸警備隊宮古ロランA送信所
1952年8月9日 - 9月14日:調査 ELMO 7 プロジェクトが始まる。
1953年8月1日:運用開始し、11月23日、施設建設が完了する。
1959年9月15日:台風Sarahで電信電力棟を除き基地が壊滅した。
1969年:地元住民による隊員への傷害事件が発生。
1972年4月:日本の海上保安庁に移管される。

### 海上保安庁宮古島ロラン局
1972年4月:アメリカ沿岸警備隊の宮古島ロラン局が日本の海上保安局に移される。
ロラン局の閉局に伴い、ディファレンシャルGPS局が設置される。
2019年3月1日、海上保安庁はアメリカが運用し、日本も27か所の無線局を所有したディファレンシャルGPS局を閉局した。

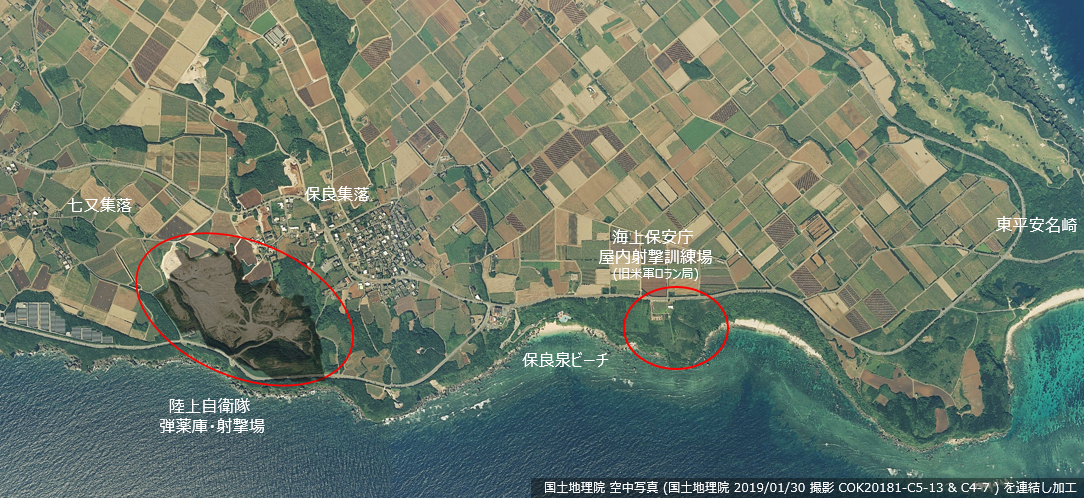
宮古島南部のロラン局跡地が海上保安庁の屋内射撃場となり、保良集落からほとんど離れていない場所には陸上自衛隊の弾薬庫と射撃場も建設中である。

### 海上保安庁屋内射撃場
2018年、宮古島海上保安部は城辺保良の「旧ロラン局」跡地に屋内射撃訓練場の建設を開始。海上保安庁は、建設理由の一つとして、旧ロラン局（通信施設）の敷地を保有している事をあげている。
- 建築面積:約689㎡
- 事業費:約5億円[5]

2020年6月末までに完成した。弾薬庫は作らず、武器や弾薬は訓練ごとに運び込むとしている。

### 陸上自衛隊保良弾薬庫
2021年3月31日、海上保安庁屋内射撃場の西側で、保良集落の南側には、陸上自衛隊の新規の保良弾薬庫の建設が完了した。